# 斯普林菲爾德梅多斯 (加利福尼亞州)
斯普林菲爾德梅多斯（英語：Springfield Meadows）是位於美國加利福尼亞州埃爾多拉多縣的一個非建制地區。該地的面積和人口皆未知。

## 地理
斯普林菲爾德梅多斯的座標為38°38′50″N 121°04′24″W / 38.64722°N 121.07333°W，而該地的平均海拔高度為176米（即577英尺）。